# Vrbani
 Ovo je glavno značenje pojma Vrbani. Za naselje u općini Vižinada, Hrvatska pogledajte Vrbani (Vižinada).
Vrbani su zagrebačko gradsko naselje (kvart) na zapadnom dijelu grada između Zagrebačke (bivše Ljubljanske) avenije i Horvaćanske ceste, a istočno od Prečkog.
Naselje se dijeli na tri dijela: Vrbani, Vrbani II i Vrbani III. Kroz naselje prolazi potok Vrapčak. Neki dijelovi Vrbana II i III izgrađeni su nedavno ili se još grade. Tijekom 2007. godine pojavili su se problemi s pitkom vodom u nekim novouseljenim zgradama u naselju.
Površina naselja iznosi 0,884 km2 (88,41 ha). Prema popisu stanovništva iz 2011. u kvartu je živjelo 10.093 stanovnika.
Vrbani su prometno povezani preko tramvajskih linija koje voze po Horvaćanskoj (5 Prečko – Park Maksimir i 17 Prečko – Borongaj), te autobusa koji voze po Zagrebačkoj aveniji. U naselju se nalaze dvije osnovne škole (OŠ Vrbani i OŠ Alojzija Stepinca). Izgrađena je i katolička crkva Blagovijesti – Navještenja Gospodinova koja se nalazi na adresi Listopadska ulica 4 te moromonska crkva Isusa Krista svetaca posljednjih dana na adresi Kutnjački put 21.
Prema podjeli ustanovljenoj Statutom Grada Zagreba 14. prosinca 1999. pripadaju Gradskoj četvrti Trešnjevka – jug i Mjesnom odboru Vrbani. Poštanski broj je 10 000.

## Vanjske poveznice
- Neslužbena stranica Vrbana  Arhivirana inačica izvorne stranice od 1. prosinca 2007. (Wayback Machine)
- Članovi Vijeća Mjesnog odbora Vrbani  Arhivirana inačica izvorne stranice od 10. ožujka 2016. (Wayback Machine)
- Službena stranica Grada Zagreba